# Sort de protection des livres
Un sort de protection des livres est un texte inscrit dans un livre afin d'en décourager le vol, la dégradation, voire la malédiction du livre ou de son auteur.

## Définition
Un sort de protection des livres est employé afin de décourager le vol de livres, leur dégradation, voire la malédiction des livres ou de leur auteur. Il consiste souvent en une inscription située en début ou en fin d'ouvrage. Cette inscription consiste en général en une menace adressée au(x) coupable(s) potentiel(s). On n'y trouve le plus souvent pas mention du nom de propriétaire de l'ouvrage, ce qui distingue ces inscriptions des ex-libris. Cet usage est essentiellement documenté pour le Moyen Âge et concerne donc presque exclusivement des manuscrits.
La plupart de malédictions sont inscrites dans le colophon du livre par le copiste. Il s'agit en effet pour ce dernier de l'endroit du manuscrit où il peut appliquer une touche personnelle ; c'est d'ailleurs pourquoi les malédictions sont en général uniques à chaque ouvrage.

## Histoire

### Antiquité
Leur usage remonte toutefois à une période nettement plus ancienne. En effet, déjà lors de la période pré-chrétienne, des inscriptions invoquaient la colère des dieux afin de protéger tablettes d'argile, codex et rouleaux des vols et dégradations. Cette technique est déjà employée dans la bibliothèque du roi Assurbanipal au VIIe siècle av. J.-C.:
« Quiconque emporte avec lui cette tablette, ou inscrit son nom dessus, à côté du mien; puisse Assur et Belit le renverser avec courroux et colère et puissent-ils détruire son nom et sa postérité sur la terre. »

### Moyen Âge

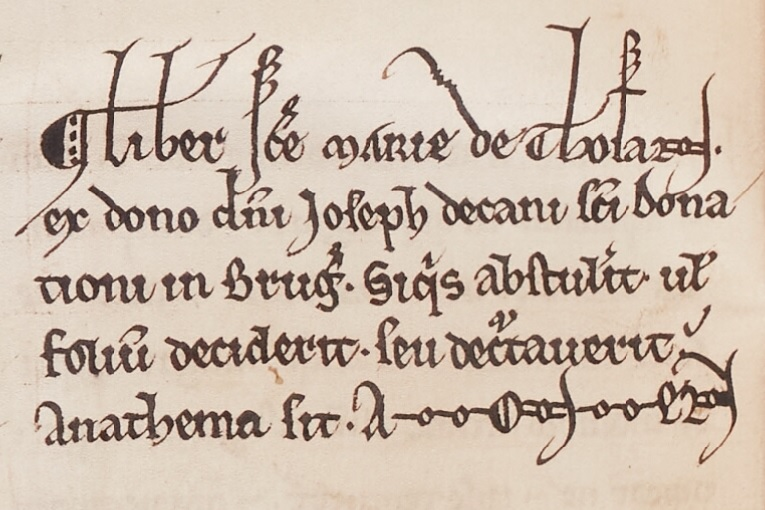
Anathème ou malédiction dans un manuscrit du 12e-13e siècle de l'abbaye Ter Doest

Dans leur usage médiéval, bon nombre de ces malédictions promettent de pénibles répercussions à tous ceux qui s'approprient le bien d'autrui. La punition promise se place en général essentiellement sur un terrain religieux, pouvant prendre la forme de l'excommunication, de la damnation, ou de l'anathème. L'excommunication est la plus faible des menaces car, dans l'Église catholique médiévale, il ne s'agit que d'un état réversible. À l'autre extrémité de l'échelle, l'anathème constitue la plus forte des menaces en ceci qu'il implique une exclusion définitive de l'Église, de la communauté et du regard de Dieu. Tous deux impliquent l'identification du coupable ainsi qu'une action de la part de l'Église. La damnation par contre ne requiert pas d'intervention humaine en ceci qu'elle est constituée d'un regard divin direct sur l'âme du criminel. Ces menaces religieuses s'accompagnent parfois d'une partie plus démonstrative, décrivant de manière extensive les tourments auxquels le voleur doit s'attendre. Ces différents types de malédictions était considérés comme efficaces dans la prévention du vol de livres.
À cette époque, ces malédictions constituent une notable menace de punition sociale et religieuse pour les voleurs ou les dégradateurs de livres, ces derniers étant considérés comme précieux avant l'émergence de l'Imprimerie.
Un exemple connu de malédiction de livre censé se trouver sur un mur du monastère San Pedro à Barcelone peut se traduire ainsi :
« Celui qui vole, ou emprunte et ne rend pas, un livre à son propriétaire, que le livre volé se change en serpent dans sa main et le pique. Qu'il soit frappé de paralysie, que tous ses membres éclatent. Qu'il languisse dans la douleur, qu'il demande grâce en pleurant, et qui n'y ait de sursis à ses tourments avant qu'il ne soit anéanti. Que les vers lui rongent les entrailles, au nom du Ver qui ne périt pas. Et quand enfin il ira à son châtiment final, que les flammes de l'Enfer le consument à jamais. »
Dans ce cas précis, il convient toutefois de noter que cet exemple, souvent repris dans des ouvrages parfois sérieux, est en réalité un canular, écrit au début du XXe siècle,.
Les exemples réels sont souvent plus courts mais ils n'en contiennent pas la même violence:
« Si qui que ce soit, au moyen de n'importe quel dispositif, soustrait ce livre de cet endroit; puisse son âme souffrir, pour payement de ce qu'il a fait et puisse son nom être effacé du livre des vivants et ne pas être retenu parmi les bénis. »

### Temps modernes
L'apparition du livre imprimé provoque une baisse sensible de la valeur des codex, ce qui permet une expansion rapide de l'usage de livres dans la société. Il semble également que cette baisse de valeur provoque la disparition des menaces au profit de marque de propriété comme les exlibris[réf. nécessaire].
Toutefois, pour décourager la contrefaçon, un logotype et un texte "Le photocopillage tue le livre" sont imprimés de nos jours.

## Dans la fiction
Le livre Le Quidditch à travers les âges de J. K. Rowling prend la forme d'une reproduction d'un livre censé appartenir à la bibliothèque de Poudlard. Une de ses premières pages représente un tableau des emprunteurs, complété d'une malédiction pittoresque de la bibliothécaire à l'encontre de quiconque dégraderait cet ouvrage.